# Aggela
Cette page présente le prénom Aggela ainsi que ses variantes.
Aggela (Άγγελος) est un prénom féminin grec.

## Personnalités portant ce prénom
- Aggela Papazoglou (el) (1899-1983), chanteuse grecque de rebétiko
- Aggela Thanasouli (el) (née en 1979), joueuse grecque de basket-ball